# Пирокислоты
Пирокисло́ты, пиро-кислоты — класс кислот, содержащих свыше одного атома кислотообразующего элемента в одной и той же степени окисления.
По соотношению воды и кислотного оксида кислоты делятся на орто-, пиро-, мета-кислоты переменного состава. К орто-кислотам относятся кислоты, в которых отношение воды и кислотного оксида превышает 1. Пиро-кислоты получаются из орто-кислот в результате отщепления воды при нагревании (отсюда и приставка пиро): {\displaystyle {\ce {2H3PO4 = H4P2O7 + H2O}}} ↑, или растворением кислотного оксида в кислоте: {\displaystyle {\ce {H2SO4 + SO3 = H2S2O7}}}.